# Gubernatoriana gubernatoris
Gubernatoriana gubernatoris is een krabbensoort uit de familie van de Gecarcinucidae. De wetenschappelijke naam van de soort is voor het eerst geldig gepubliceerd in 1909 door Alcock.